# William George Hardy
William George Hardy (Peniel (Kawartha Lakes), 3 februari 1895 - Edmonton, 28 augustus 1979) was een Canadese classicus, ijshockeycoach en romanschrijver.

## Carrière
William George Hardy werd geboren in Peniel en studeerde in 1920 af aan de Universiteit van Toronto, waar hij reeds van 1918 tot 1920 als docent actief was. Vervolgens behaalde hij in 1922 zijn doctoraat aan de Universiteit van Chicago met de dissertatie Greek Epigrammatists at Rome in the First Century B.C. Van 1920 tot 1964 was hij docent klassieke talen aan de Universiteit van Alberta. Hij was van 1938 tot aan zijn emeritaat in 1964 hoofd van zijn faculteit. Daarnaast was hij van 1922 tot 1926 hoofdtrainer van het ijshockeyteam Alberta Golden Bears.
Hij was daarnaast ook actief als schrijver en publiceerde verschillende historische romans, die voornamelijk waren gericht op Bijbelse en de Romeinse geschiedenis, maar schreef ook een roman over de Tweede Wereldoorlog. Hij was drie keer voorzitter van de Canadian Authors Association en schreef ook een aantal kortverhalen.
Hij diende van 1931 tot 1933 als voorzitter van de Alberta Amateur Hockey Association voordat hij in 1938 voorzitter van de Canadian Amateur Hockey Association werd, een positie die hij tot in 1940 zou bekleden. In 1947 werd hij vice-voorzitter van de Internationale IJshockeyfederatie. Daarna diende hij van 1948 tot 1951 als voorzitter van deze organisatie.
Hardy werd in 1973 in de Orde van Canada opgenomen. Hij werd in 1987 postuum tot lid van de University of Alberta Wall of Fame benoemd en in 1989 opgenomen in de Alberta Sports Hall of Fame and Museum.

## Referentie
- Dit artikel of een eerdere versie ervan is een (gedeeltelijke) vertaling van het artikel George_Hardy_(ice_hockey) op de Engelstalige Wikipedia, dat onder de licentie Creative Commons Naamsvermelding/Gelijk delen valt. Zie de bewerkingsgeschiedenis aldaar.